# El Rosal (Cauca)
El Rosal es un centro poblado del municipio de San Sebastián en departamento del Cauca ubicado sobre el macizo colombiano. El Rosal limita al norte con el municipio de Almaguer, al sur con el municipio de Santa Rosa al oriente con el cerro de Lerma y al occidente con el municipio de Bolívar; tiene importantes fuentes hídricas como el río Ramos desde su nacimiento aguas abajo hasta su desembocadura en el río San Jorge, al occidente con el río Hato Frío.

## Historia
Antes de llamarse El Rosal, se llamó San Juan De Iscansé por estar ubicado cerca del río Ramos sobre el pequeño Valle de Iscancé; sin embargo, su nombre cambió obedeciendo a una figura de carácter religioso (como la mayoría de los centros poblados del Macizo, ya que según la creencia popular, la Virgen de El Rosario se apareció en el pueblo, el lugar de su aparición determinó la ubicación donde se construyó la Parroquia de El Rosal (que se mantiene en la actualidad) y con ello el primer caserío de paredes de bahareque y techos pajizos. 
Los territorios del macizo colombiano en donde se encuentra El Rosal fueron reducidos a resguardos al final de la conquista, con el propósito de proteger las pocas tierras  que se le dejaron a los indígenas; Las tierras de los resguardos durante el periodo colonial fueron siempre apetecidas por clérigos y avecindados, y defendidas fanega a fanega por los locales para evitar la usurpación que terminó por imponerse, los indígenas de la región no heredaban la tierra, sino los litigios sobre ella.

## Comunicaciones
Hasta El Rosal se llega en carro por la ruta que se desprende de la vía panamericana en el Bordo (Cauca), en dirección de Guachicono y Bolívar. Después de ocho o nueve horas de viaje por una carretera de destapada, que sube y baja montañas pasando por todos los pisos térmicos andinos, se llega al poblado; desde allí se puede retornar a la vía panamericana por la vía que va a la población de Rosas, después de cruzar por el territorio yanacona de Santiago, Guachicono y Río Blanco.

## Geografía
El Rosal se encuentra en una pequeña planicie llamada Valle de Iscancé en medio de la geografía quebrada del Macizo Colombiano, rodeado de montañas que terminan peligrosamente en desfiladeros y barrancos que descienden hasta cañadas profundas recorridas por los cauces de las quebradas.